# 博陵县 (东汉)
博陵县，中国古县名，在今河北省保定市境。
汉桓帝继位后为生父刘翼立博陵，析蠡吾县，置博陵县，属博陵郡。博陵县城即古陆成。是西汉元朔二年，中山靖王子刘贞所封侯国。建和二年（148年），汉桓帝封弟弟劉悝为平原王，留在博陵守陵。又以蠡吾县等三县为嫡母马氏的汤沐邑。曹魏咸熙元年（264年），博陵县改博陆县。